# Nguyễn Trãi, Hải Phòng
Phường Nguyễn Trãi là một phường thuộc thành phố Hải Phòng.

## Địa lý
Phường Nguyễn Trãi có vị trí địa lý:
- Phía bắc giáp tỉnh Bắc Ninh.
- Phía đông giáp tỉnh Quảng Ninh.
- Phía nam giáp phường Trần Nhân Tông.
- Phía tây giáp phường Trần Hưng Đạo.

## Lịch sử
Địa bàn phường Nguyễn Trãi trước đây thuộc thành phố Chí Linh, tỉnh Hải Dương.
Ngày 12 tháng 6 năm 2025, Quốc hội ban hành Nghị quyết số 202/2025/QH15 về việc sắp xếp đơn vị hành chính cấp tỉnh (nghị quyết có hiệu lực từ ngày 12 tháng 6 năm 2025). Theo đó, sáp nhập tỉnh Hải Dương vào thành phố Hải Phòng. Khu vực thành lập phường Nguyễn Trãi thuộc thành phố Hải Phòng.
Ngày 16 tháng 6 năm 2025, Ủy ban Thường vụ Quốc hội bàn hành Nghị quyết sắp xếp các đơn vị hành chính cấp xã thuộc thành phố Hải Phòng năm 2025. Theo đó, sắp xếp toàn bộ diện tích tự nhiên, quy mô dân số của phường Bến Tắm, xã Bắc An và xã Hoàng Hoa Thám thành phường mới có tên gọi là phường Nguyễn Trãi.
Căn cứ theo đề án sắp xếp đơn vị hành chính cấp xã của thành phố Hải Phòng năm 2025, phường Nguyễn Trãi được thành lập từ:
- Toàn bộ diện tích tự nhiên là 20,39 km², quy mô dân số là 6.425 người của phường Bến Tắm;
- Toàn bộ diện tích tự nhiên là 27,84 km², quy mô dân số là 6.301 người của xã Bắc An;
- Toàn bộ diện tích tự nhiên là 28,05 km², quy mô dân số là 3.372 người của xã Hoàng Hoa Thám.

Phường Nguyễn Trãi có diện tích tự nhiên là 76,28 km² (đạt 1.386,90% so với tiêu chuẩn) và quy mô dân số là 16.098 người (đạt 76,66% so với tiêu chuẩn).
Về tên gọi, phường lấy tên danh nhân Nguyễn Trãi, là người con của vùng đất Chí Linh, gắn liền với khu vực Côn Sơn.

## Du lịch
- Chùa Thanh Mai - 1 trong 12 điểm trong Quần thể di tích Vĩnh Nghiêm - Yên Tử - Côn Sơn, Kiếp Bạc được UNESCO công nhận là Di sản Văn hóa Thế giới.